# 唐立 (1965年)
唐立（1965年12月5日—），男，江苏宜兴人，中国核武器物理研究与设计专家，中国工程院院士，现任北京应用物理与计算数学研究所总工程师、中国工程物理研究院科技委主任。

## 生平
1988年，毕业于北京航空航天大学。

## 荣誉
2017年，当选中国工程院院士。

## 家庭
父亲唐西生为核技术应用专家，1997年当选为中国工程院院士。